# Marcus Junkelmann
Marcus Junkelmann, nemški zgodovinar in eksperimentalni arheolog, * 2. oktober 1949, München.
Junkelmann se je v svojem znanstvenem delu posvetil predvsem raziskovanju starorimske vojaške zgodovine in vojaške zgodovine zgodnje sodobne zgodovine.